# 1521 w literaturze
Wydarzenia literackie w 1521 roku.

## Nowe książki
- polskie
  - Ludwik Decjusz – De vetustatibus Polonorum liber I. De Iagellonum familia liber II. De Sigismundi regis temporibus liber III
  - Jan z Koszyczek – Rozmowy, które miał król Salomon mądry z Marchołtem grubym a sprosnym

- włoskie
  - Niccolò Machiavelli –  O sztuce wojny

## Urodzili się
- Anna Askew – angielska poetka

## Zmarli
- Sebastian Brant – niemiecki humanista i satyryk